# Gommerville (Seine-Maritime)
Gommerville ist eine französische Gemeinde mit 740 Einwohnern (Stand: 1. Januar 2022) im Département Seine-Maritime in der Region Normandie. Sie gehört zum Arrondissement Le Havre und zum Kanton Saint-Romain-de-Colbosc. Die Bewohner werden Gommervillais und Gommervillaises genannt.

## Geographie
Gommerville liegt etwa 20 Kilometer ostnordöstlich von Le Havre in der Naturregion Pays de Caux. Umgeben wird Gommerville von den Nachbargemeinden Saint-Gilles-de-la-Neuville im Norden, Les Trois-Pierres im Osten, Saint-Romain-de-Colbosc im Süden, Épretot im Westen und Südwesten, Étainhus im Westen sowie Graimbouville im Nordwesten.
Der Flugplatz Le Havre-Saint-Romain liegt im Süden der Gemeinde.

## Einwohnerentwicklung
| Einwohner                                                  | 608 | 522 | 540 | 602 | 604 | 648 | 706 | 710 | 726 |
| Ab 1962 offizielle Zahlen ohne Einwohner mit Zweitwohnsitz |     |     |     |     |     |     |     |     |     |

## Sehenswürdigkeiten

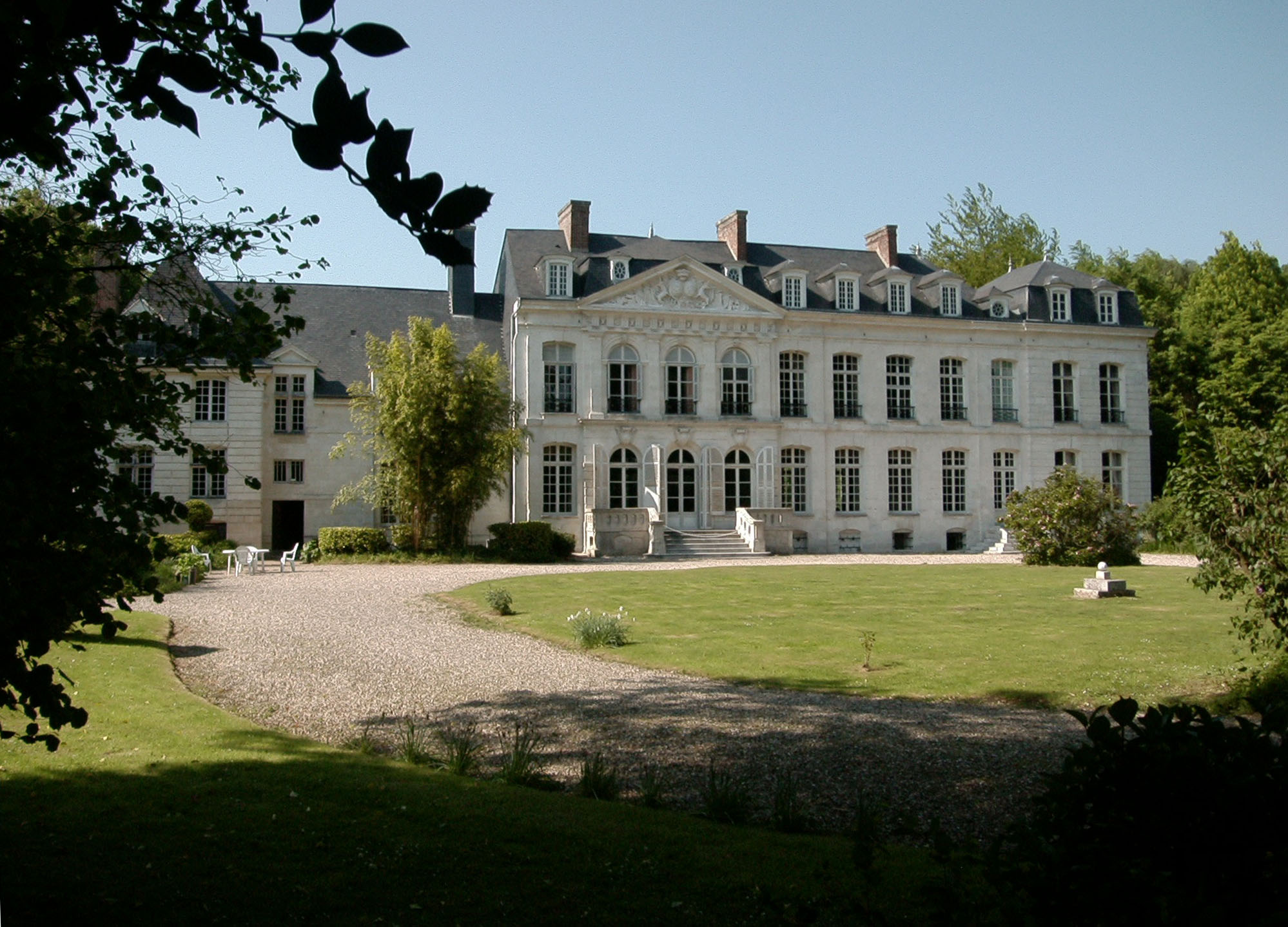
Schloss Filières

- Das Schloss Filières besteht aus zwei Teilen aus unterschiedlichen Epochen: Zwei Joche und ein Flügel stammen aus der Regierungszeit Heinrichs IV., während der Rest aus der Zeit Ludwigs XVI. stammt. Im Ehrenhof befinden sich Fundamente eines Festen Hauses, vermutlich aus dem 15. Jahrhundert, die 1989 per Luftaufnahme entdeckt wurden. Von den Salons aus dem 18. Jahrhundert wird einer als chinesischer Salon bezeichnet und ist mit chinesischen Gemälden in Täfelungen dekoriert, während der zweite mit Holzarbeiten, Pilastern, ionischen Säulen und Stuckverzierungen verziert ist. Die beiden Salons sind seit 1947 als Monument historique klassifiziert, der Rest des Schlosses einschließlich des Parks bereits seit 1946 eingeschrieben.
- Die Pfarrkirche Saint-Martin besitzt als Überreste aus dem 12. Jahrhundert die erste Ebene des Vierungsturms und der südliche Arm des Querschiffs. Das Langhaus, der Vierungsturm und der Nordarm des Querschiffs stammen aus dem 18. Jahrhundert. Im Jahr 1825 wurde der Chor erbaut, im Jahr 1844 die Sakristei.
- Befestigte Burg von Roger de Rames, Gefährte von Wilhelm dem Eroberer im Jahr 1066. Im Jahr 1165 wird eine Mühle erwähnt. Das einzige Überbleibsel der Burg ist der Erdhügel.
- Das Wohnhaus des Herrenhauses in Petite-Ferme-de-Rame wurde im 16. Jahrhundert erbaut, sein östlicher Teil Anfang des 17. Jahrhunderts erweitert. Dieser wurde im 18. Jahrhundert aufgestockt. Stallungen und Taubenschlag datieren aus dem 17. Jahrhundert.
- Das Wohnhaus des Herrenhauses in Rébomare wurde im 16. Jahrhundert errichtet, der Erker datiert aus dem 17. Jahrhundert, Presse und Taubenschlag aus dem 18. Jahrhundert, Scheune und Stallungen aus dem 19. Jahrhundert. Es ist seit 1985 in Teilen als Monument historique eingeschrieben.